# ANAカード

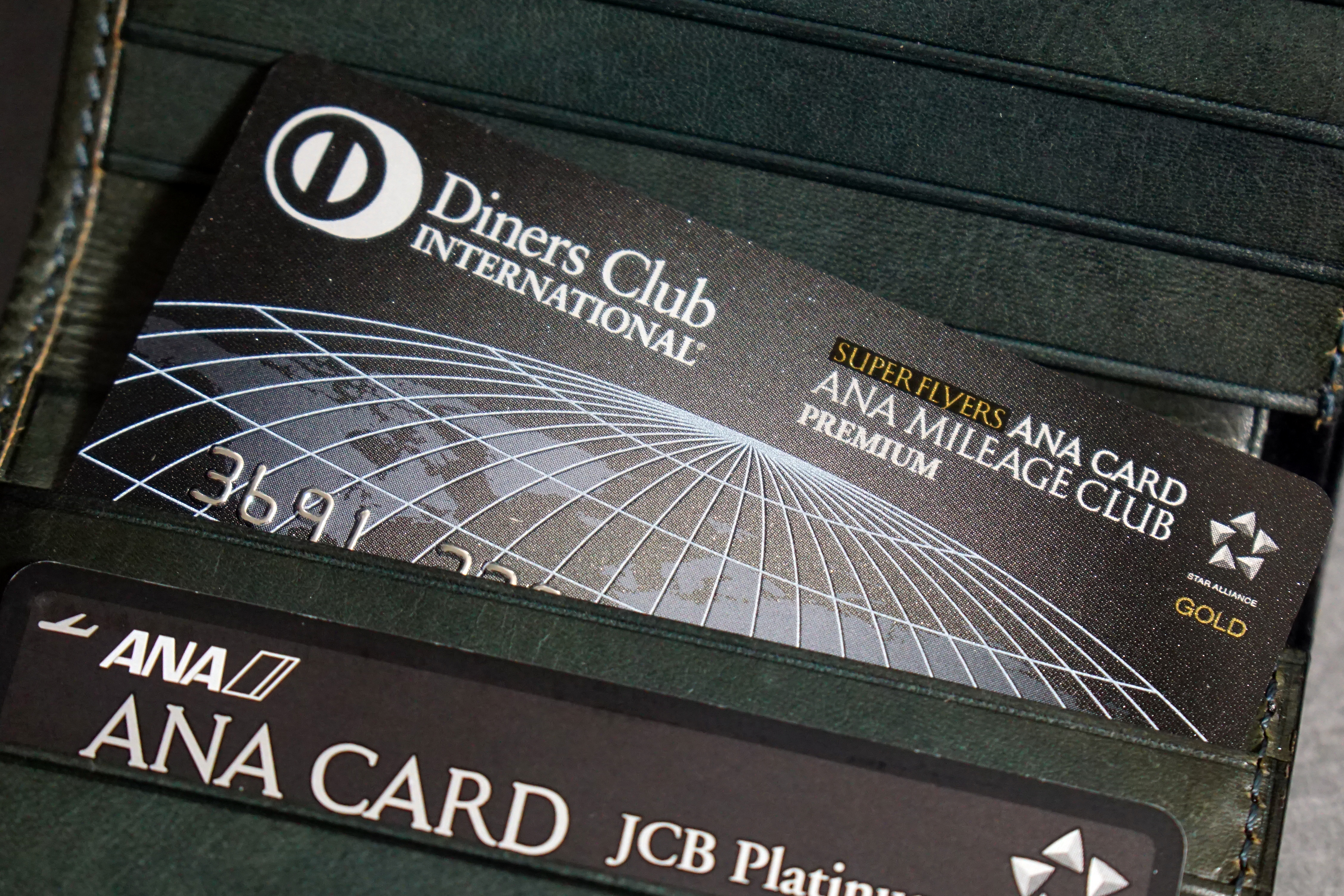
ANAダイナース スーパーフライヤーズ プレミアムカード（上）、ANA JCBプラチナプレミアムカード（下）

ANAカード（エイエヌエイカード、ANA Card）は、全日本空輸（ANA）グループが複数のカード発行会社と提携して、自社のマイレージサービスであるANAマイレージクラブ（AMC）の会員に向けて提供するクレジットカード（提携カード）である。
ANA提携カードは日本以外に、米国、香港、中国、台湾等でも発行されているが、ここでは日本国内で発行されるANAカードについて記述する。

## 概要
JALカードと同様に自社でカードを発行しているわけではなく、三井住友カードやJCB、アメリカン・エキスプレスなどのクレジットカード発行会社（イシュア）と提携して、提携カードを発行している。原則としてカードに電子マネーであるEdyを含む、ANAマイレージクラブカード機能が搭載されている。
ただし、ANA VISA Suicaカードは電子マネー部分がEdyではなくSuicaに、ANA To Me CARD PASMO JCBおよびANA TOP&ClubQ PASMO マスターカードの電子マネー部分はPASMO、ANA VISA nimocaカードの電子マネー部分はnimocaとなっているが、Skip等空港におけるサービスについてはEdy同様利用できる。また、2014年10月1日以降は、三井住友カード発行のカードにポストペイ型電子マネーであるiDもあわせて搭載されている。

## カードの種類
- ANA VISAカード - 三井住友カード、国際ブランドはVISA。
  - ANA VISA Suicaカード - 三井住友カード、国際ブランドはVISA、ビューカード（Type IIカード）・Suica機能搭載だが定期券機能は搭載できない。2008年10月22日募集開始。
  - ANA VISAプラチナ プレミアムカード - 三井住友カード、国際ブランドはVISAのプラチナカード。ANA JCB Platinum プレミアムカードと同様、30歳以上のみが入会でき、カードの継続のたびにボーナスマイルとして1万マイルが加算される。2012年12月17日募集開始。
  - ANA VISA nimocaカード - 三井住友カード、国際ブランドはVISA。nimoca機能搭載で、ANA VISA Suicaカードとは違い定期券機能も搭載できる。2017年12月13日募集開始。
- ANA マスターカード - 三井住友カード、国際ブランドはMasterCard
  - ANA TOP&ClubQ PASMO マスターカード - 三井住友カード、国際ブランドはMasterCard。東急との提携カードで、通称「TOKYU×ANA CARD」。PASMO機能搭載で、ANA VISA Suicaカードとは違い定期券機能も搭載できる。TOKYUポイントカードの機能も搭載している。2014年2月17日募集開始。
- ANA 銀聯カード - 三井住友カード、国際ブランドは中国銀聯（UnionPay）。ANA VISA/マスターカードのサブカードとして発行可能であり、単体での入会はできない。
- ANA JCBカード - ジェーシービー、国際ブランドはJCB。
  - ANA JCB Platinum プレミアムカード - ジェーシービー、国際ブランドはJCBのプラチナカード。30歳以上のみが入会でき、カードの継続のたびにボーナスマイルとして1万マイルが加算される。プラチナ会員専用デスクで24時間のコンシェルジュ等のサービスを受けることができる。ANAのサービス充実により、年会費はジェーシービーの最上級カードである「JCB THE CLASS」よりも高額になっている。2011年5月12日募集開始。
  - ANA JCBカード ZERO - ジェーシービー、国際ブランドはJCB。18歳〜29歳のみが入会でき最長5年使用できる。ANA JCBカードとは、傷害保険の付帯が無いことや、クレジットカードのポイントからマイルへの移行レートが低いなどの差異がある。2009年11月24日募集開始。
  - ANA To Me CARD PASMO JCB - ジェーシービー、国際ブランドはJCB。東京地下鉄（東京メトロ）との提携カードで、通称「ソラチカカード」。PASMO機能搭載。ANA VISA Suicaカードとは違い定期券機能も搭載できる。2012年3月1日募集開始。
- ANA ダイナースカード - 三井住友トラストクラブ、国際ブランドはDiners Club。
  - ANA ダイナースプレミアムカード - 三井住友トラストクラブ、国際ブランドはDiners Club。サービスはダイナースクラブ プレミアムカード準拠。ANA JCB Platinum プレミアムカードと同様、カードの継続のたびにボーナスマイルとして1万マイルが加算される。ダイナースクラブ プレミアムカードと同様にインビテーション(招待)による会員募集のみ。2012年2月13日発表。
- ANA アメリカン・エキスプレス・カード - アメリカン・エキスプレス・インターナショナル、国際ブランドはAMERICAN EXPRESS。2009年10月7日募集開始。
  - ANA アメリカン・エキスプレス・プレミアム・カード - アメリカン・エキスプレス・インターナショナル、国際ブランドはAMERICAN EXPRESS。ANA JCB Platinum プレミアムカードと同様、カードの継続のたびにボーナスマイルとして1万マイルが加算される。2014年11月4日募集開始。

これらのカードのうちANA To Me CARD PASMO JCB、ANA ダイナースカード、ANA ダイナースプレミアムカードには、ANAカードの特徴ともいえる垂直尾翼を模したデザインが取り入れられていない。
三井住友カードおよびJCB発行のANAカードには、学生用、法人用カードもラインアップされている。郵貯共用カードの発行受付は2007年7月31日をもって終了した。
かつては ANA eLIOカード（ソニーファイナンスインターナショナル発行。国際ブランドはVISAのみ。ワイドカード・ワイドゴールドカード無し）も存在したが、提携解消に伴い2008年6月30日受付分にて申込受付を終了。また、2009年6月30日にすべての取扱を終了した。
また、SMBC信託銀行 ANA ダイナースカード（旧シティバンク ANA ダイナースカード）（SMBC信託銀行発行）も存在したが、SMBC信託銀行と三井住友トラストクラブの提携解消に伴い2016年7月31日受付分にて申込受付を終了し、ANA ダイナースカードに統合された。

## カードのグレード
カードのグレードには、一般カード、ワイドカード、ワイドゴールドカード、プレミアムカード、スーパーフライヤーズカード（SFC）、スーパーフライヤーズゴールドカード、スーパーフライヤーズプレミアムカードがある。ただし、カード会社により発行していないグレードも存在する。
- ダイナースはゴールドカード相当およびプレミアムカードの発行となる。
- アメリカン・エキスプレスはスーパーフライヤーズカードに一般カードがない。

### 一般カード
クレジットカードの機能として、各発行会社の発行するカードに準ずるほか、ANA一般カードとして、主に以下のような特徴がある。
- 入会ボーナス1000マイル
- ANA便搭乗時に、区間基本マイレージの10%をボーナスマイルとして付与[5]
- 毎年継続時にボーナス1000マイル
- ANAカード利用によるクレジットカード会社のポイントを、利用1000円あたり5マイルの換算で、上限なくANAマイレージに移行できる(5マイルコース)[6]。但しJCBは年間移行費5000円（税抜）、VISA/MASTERは6000円（税抜）を支払うことで利用1000円あたり10マイルの換算でANAマイレージに移行できる。
- ANAをはじめとする提携会社数十社でのANAカード利用で、クレジットカード会社のポイントとは別に、100円あたり1マイルが付与されるショッピングアルファ
- マイル→SKYコインへの交換レート優遇。
- 国内航空傷害保険・海外旅行傷害保険を自動付帯
- 機内販売や空港売店等の割引

### ワイドカード・ワイドゴールドカード・ダイナースカード
クレジットカード自体の機能としては、各発行会社の発行する一般カード・ゴールドカードに準ずる。ワイドカードとしての特徴は、一般カードに加えて主に以下のとおり。
- 入会ボーナス2000マイル
- ANA便搭乗時に、区間基本マイレージの25%をボーナスマイルとして付与
- 毎年継続時にボーナス2000マイル
- 国内航空傷害保険・海外旅行傷害保険の補償限度額アップ
- ANA国際線利用時にビジネスクラス用チェックインカウンターが利用可能
- ワイドゴールドカード・ダイナースカードは、カードマイレージサービスの移行費用が無料

### プレミアムカード
クレジットカード自体の機能としては、各発行会社の発行するプラチナカード(ダイナースはダイナースクラブ プレミアムカード)に準ずる。プレミアムカードとしての特徴は、ワイドゴールドカードに加えて主に以下のとおり。
- 入会ボーナス10000マイル
- ANA便搭乗時に、区間基本マイレージの50%をボーナスマイルとして付与
- 毎年継続時にボーナス10000マイル
- ANA航空券や機内販売等を利用する際プレミアムカードで支払うと、100円につき2マイルが自動積算[7]
- 国内航空傷害保険・海外旅行傷害保険の補償限度額アップ
- ANA国内空港ラウンジが利用可能[8]

## スーパーフライヤーズカード（SFC）

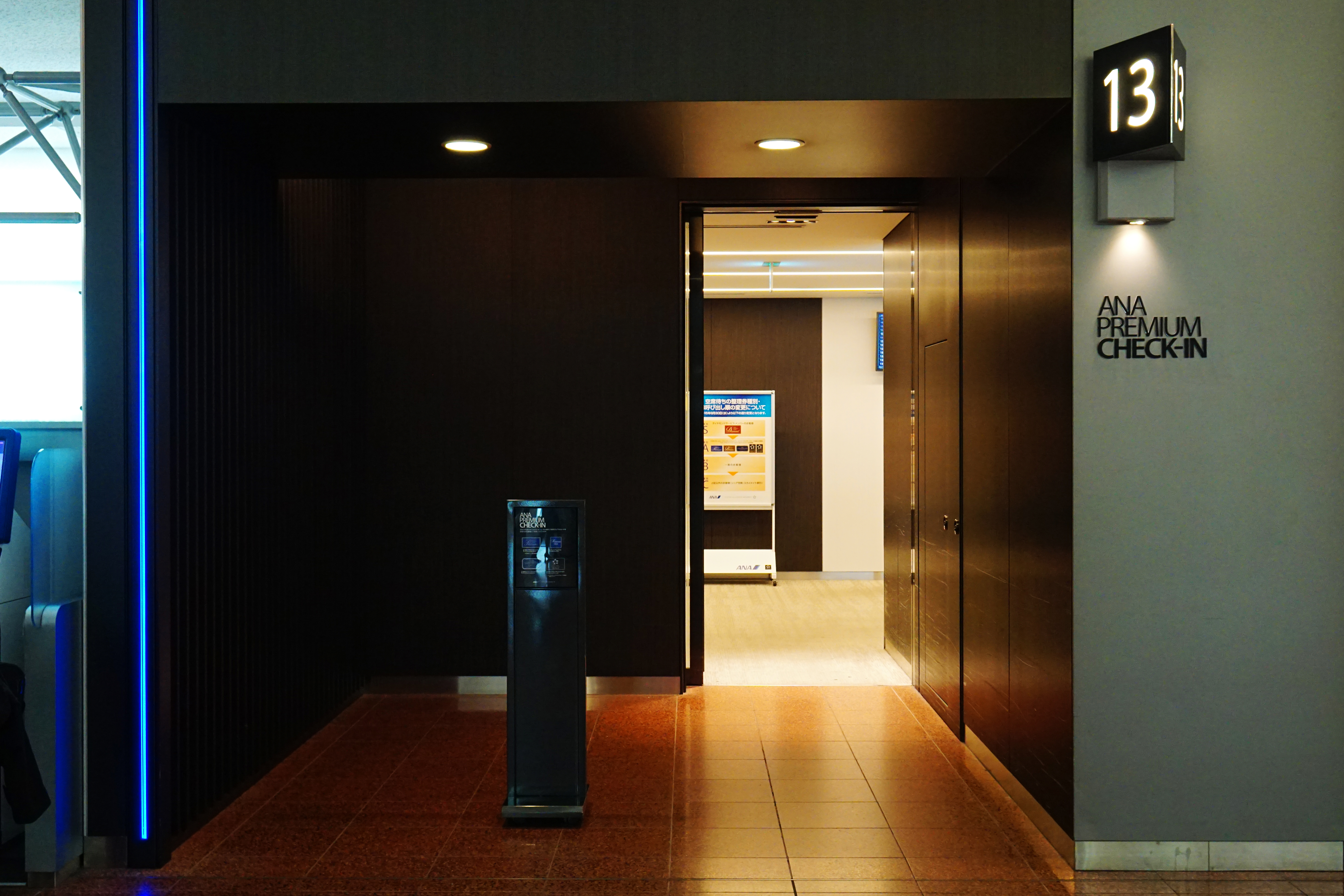
ANAプレミアムチェックイン

搭乗券への会員資格印字で「SFC」（Super Flyers Card）と表記されることから、「SFC」と略して言われる。
一定基準を満たしたANAマイレージクラブの上級会員のみが申し込み可能なカードで、ワイド・ワイドゴールドカード・プレミアムカードと同機能のほか、以下のような特徴があり、原則として本会員・家族会員とも、同様の特典が提供される。
- スターアライアンスゴールドメンバーの資格が付帯
- ANA便搭乗時に、区間基本マイレージの35％(一般)～50%(プレミアム)をボーナスマイルとして付与
- 予約時に専用デスクの提供・空席待ちの優先・ANA国内線前方座席指定の優先
- アップグレードポイントを前プログラム年度のプレミアムポイントに応じて付与。(本会員のみ)
- 専用保安検査場[9]・空港ラウンジの利用・国際線プレミアムエコノミーの利用[10]
- 空港での空席待ち優先・専用チェックイン（ANAプレミアムチェックイン）/チェックインカウンターの利用・手荷物の優先取扱と許容量の増加[11]
- SFCゴールドカード及びSFCプレミアムカードも用意されている。
- その他各種優待

スーパーフライヤーズ入会条件
- 以下のいずれかの会員
  - プラチナサービス（1年間でANAグループ便、スターアライアンス加盟航空会社便に搭乗して、プレミアムポイントを50,000ポイント以上獲得）の会員
  - ダイヤモンドサービス（1年間でANAグループ便、スターアライアンス加盟航空会社便に搭乗して、100,000プレミアムポイント以上、うちANAグループ便が50,000ポイント以上獲得）の会員
  - 各サービスの事前サービス提供を受けている者も申込可能
  - ANAグループ運航便ライフタイムマイルが累算100万マイル以上ある者

- 各クレジットカード会社の与信審査がある
- すでにANAカードの会員であれば「カードの切り替え扱い」になることもある
- カードは1人1枚のみ発行される
- ANA学生カードの所有者は入会できない。また、ANA VISA Suicaカード・ANA To Me CARD PASMO JCB・ANA TOP&ClubQ PASMO マスターカードをSFCに切り替えすることはできない。

## 種類・グレード早見表
| 発行者                   | 名称                               | 国際ブランド | Felica | 一般 | WIDE | WIDEゴールド | プレミアム | SFC | SFCゴールド | SFCプレミアム | 備考                                                                                      |
| ------------------------ | ---------------------------------- | ------------ | ------ | ---- | ---- | ------------ | ---------- | --- | ----------- | ------------- | ----------------------------------------------------------------------------------------- |
| 三井住友カード           | ANA VISAカード                     | VISA         | Edy/iD | ○    | ○    | ○            | ○          | ○   | ○           | ○             |                                                                                           |
| 三井住友カード           | ANA マスターカード                 | MasterCard   | Edy/iD | ○    | ○    | ○            | ×          | ○   | ○           | ×             |                                                                                           |
| 三井住友カード           | ANA VISA Suicaカード               | VISA         | Suica  | ○    | ×    | ×            | ×          | ×   | ×           | ×             | VIEW加盟店開放型（Type IIカード）                                                         |
| 三井住友カード           | ANA TOP&ClubQ PASMO マスターカード | MasterCard   | PASMO  | ○    | ×    | ×            | ×          | ×   | ×           | ×             |                                                                                           |
| 三井住友カード           | ANA VISA nimocaカード              | VISA         | nimoca | ○    | ×    | ×            | ×          | ×   | ×           | ×             | nimoca定期券利用可                                                                        |
| JCB                      | ANA JCBカード                      | JCB          | Edy    | ○    | ○    | ○            | ○          | ○   | ○           | ○             | この段の別グレード間の重複保有不可 ANA To Me CARD PASMO JCBのみ重複保有可能               |
| JCB                      | ANA JCBカード ZERO                 | JCB          | Edy    | ○    | ×    | ×            | ×          | ×   | ×           | ×             | ANA JCBカードとの重複保有不可 ANA To Me CARD PASMO JCBのみ重複保有可能                    |
| JCB・東京地下鉄          | ANA To Me CARD PASMO JCB           | JCB          | PASMO  | ○    | ×    | ○            | ×          | ×   | ×           | ×             | PASMO定期券利用可                                                                         |
| 三井住友トラストクラブ   | ANA ダイナースカード               | Diners Club  | Edy    | ×    | ×    | ○            | ○          | ×   | ○           | ○             |                                                                                           |
| 三井住友トラストクラブ   | SMBC信託銀行 ANA ダイナースカード  | Diners Club  | Edy    | ×    | ×    | ○            | ×          | ×   | ×           | ×             | SMBC信託銀行に口座を開設している人のみ申し込み可能 2016年8月1日ANA ダイナースカードに統合 |
| アメリカン・エキスプレス | ANA アメリカン・エキスプレスカード | AMEX         | Edy    | ○    | ×    | ○            | ○          | ×   | ○           | ○             |                                                                                           |
| ソニーファイナンス       | ANA eLIOカード                     | VISA         | Edy    | ○    | ×    | ×            | ×          | ○   | ×           | ×             | 2009年6月30日サービス終了                                                                 |